# COSAB-10
COSAB-10 (ros. ЦОСАБ-10)  – sowiecka bomba orientacyjno-sygnalizacyjna Przenoszona jest w kasetach bombowych DJa-SS (sześć sztuk w jednej kasecie). Zrzucona bomba opada na spadochronie świecąc barwnym światłem powstającym przy spalaniu 4,5 kg świecy oświetlającej. Zrzucona z wysokości 5000–8000 m bomba świeci co najmniej 8 minut opadając z prędkością 4 m/s i jest widoczna z odległości 45-75 km (odległość zależna od kolory).
Wersje:
- COSAB-10K – czerwona.
- COSAB-10Z – zielona.
- COSAB-10Ż – żółta.